# Marangoni (Reifenhersteller)
Marangoni S.p.A. ist ein italienischer Reifenhersteller mit Sitz in Rovereto. Das Unternehmen machte 2010 einen Umsatz von 402 Millionen Euro und beschäftigt über 2.000 Mitarbeiter.
Haupttätigkeit ist die Produktion neuer bzw. runderneuerter Reifen. Die Tochtergesellschaft Marangoni Meccanica produziert Maschinen für Reifenproduktion.